# BAIC Motor

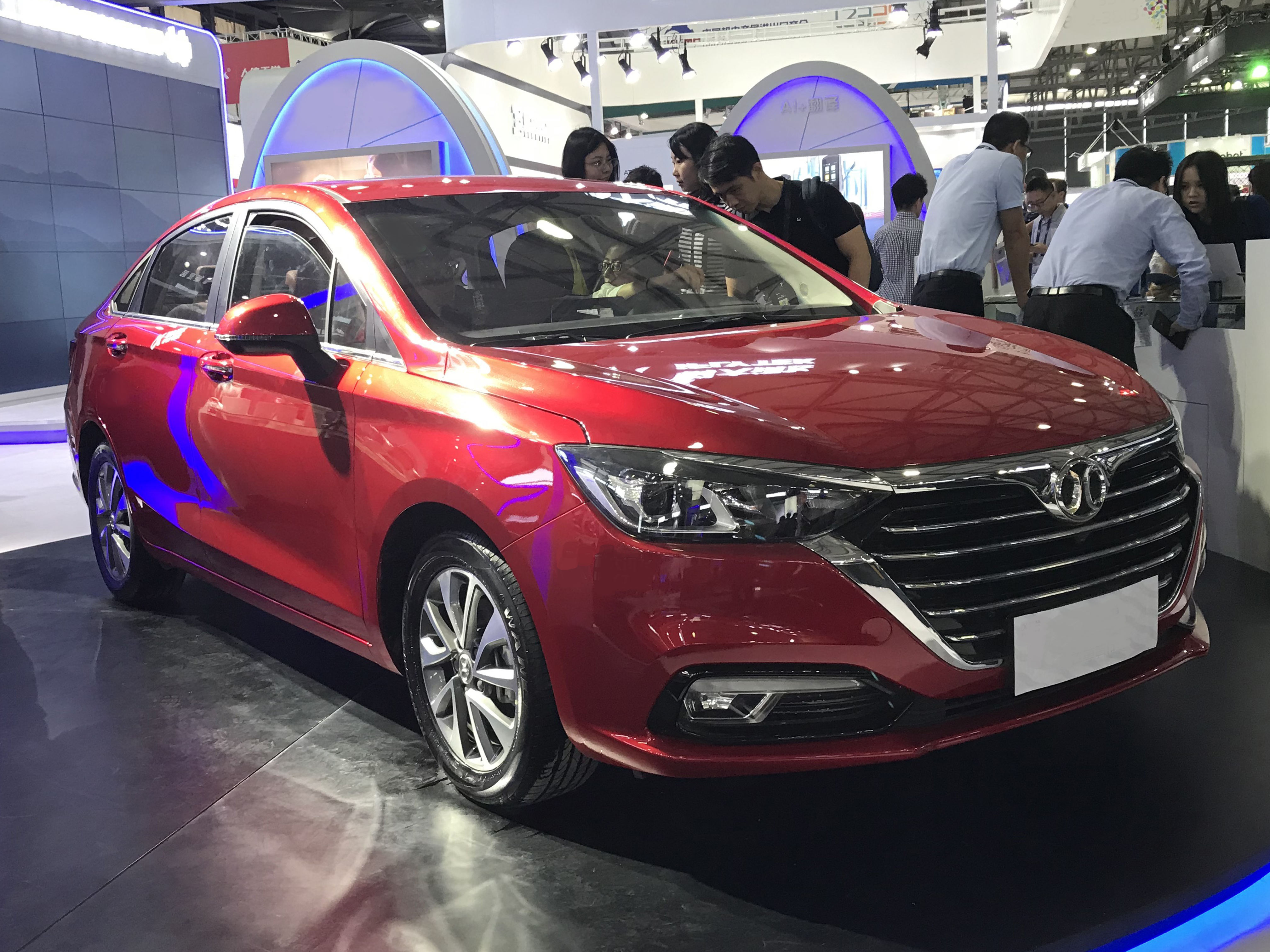
Senova D50 sedan (2018)

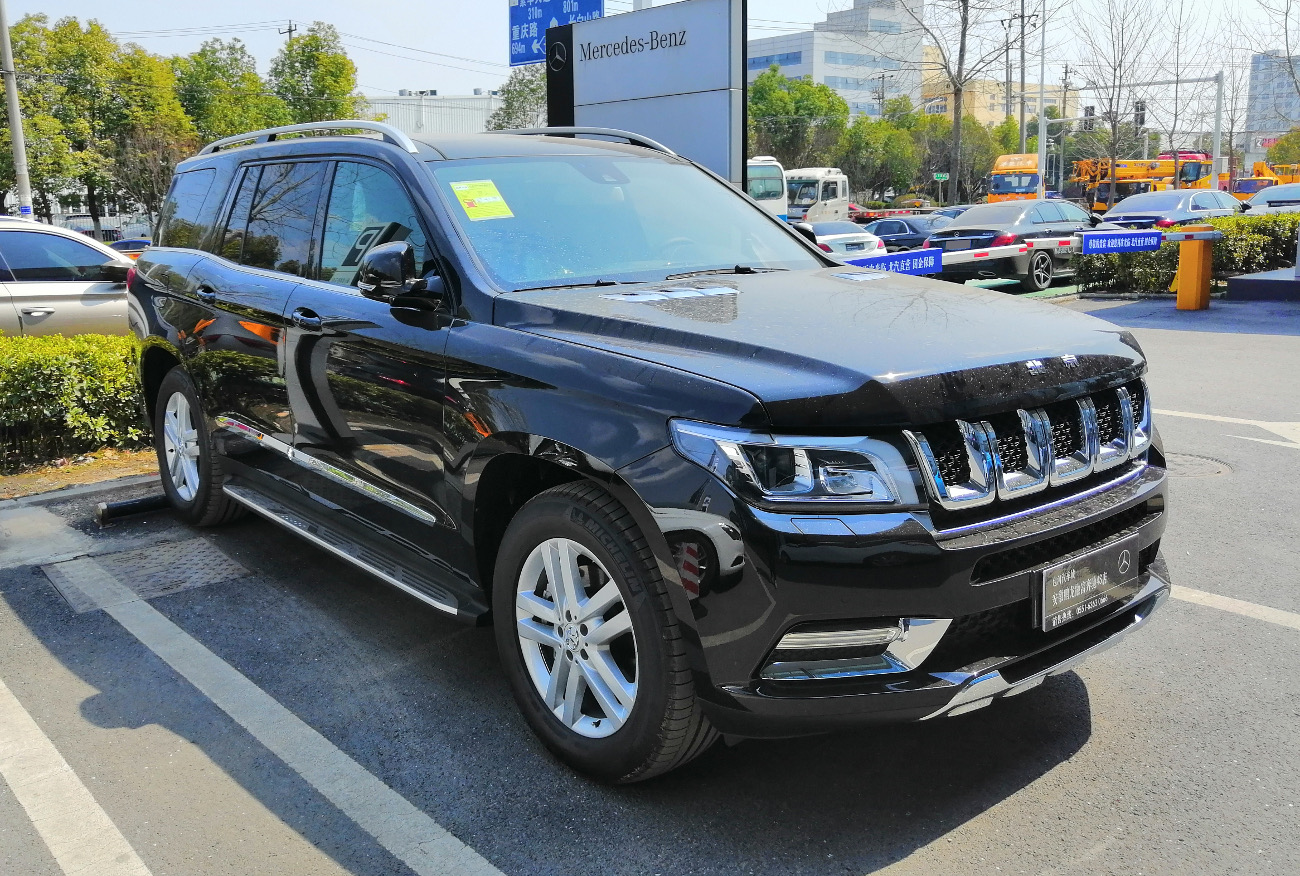
Beijing BJ90 jeep (2019)

BAIC Motor, werd in 2010 opgericht door het staatsbedrijf Beijing Automotive Industry Holding (BAIC Group). Diverse autogerelateerde activiteiten werden hierin ondergebracht. In 2014 ging BAIC Motor naar de beurs, maar BAIC Group heeft met 43% van de aandelen de zeggenschap nog steeds in handen.

## Activiteiten
BAIC Motor maakt eigen personenwagens onder de merknaam Senova en werkt samen met twee buitenlandse autofabrikanten in joint venture verband. Deze buitenlandse partners zijn het Koreaanse Hyundai en het Duitse Daimler. In 2023 had het bedrijf een marktaandeel van ongeveer 4% in de Chinese automarkt, de export van automobielen was 59.000. Het produceert verder nog autocomponenten en heeft een eigen financieringsafdeling.

### Eigen merken
Met de Senova personenwagens richt BAIC zich op het midden- en topsegment van de Chinese automarkt. BJ is het oudste merk. Aanvankelijk maakte BAIC dit terreinvoertuig voor het Chinese leger, maar later ook voor particulieren. In 2019 werd de productie en verkoop van BJ-terreinvoertuigen gestaakt. Wevan was het derde en laatste merk maar in 2019 werd ook besloten deze naam te laten vallen. Tot slot verkoopt het elektrische of “new energy” voertuigen. In 2016 bereikte de verkopen een piek van ruim 450.000 stuks, maar nog geen twee jaar later waren de verkopen dramatisch gedaald naar iets meer dan 150.000 eenheden. De voertuigen worden na 2019 verkocht onder het label Beijing Brand.

### Joint ventures
- Beijing Benz Automotive Co., Ltd. (Beijing Benz) is een joint venture met Mercedes-Benz Group als partner. BAIC Motor heeft 51% van de aandelen in handen en consolideert de cijfers van Beijing Benz. Daimler heeft met 49% van de aandelen een minderheidsbelang. Beijing Benz maakt sinds 2006 Mercedes-Benz voertuigen.
- Beijing Hyundai Motor Co., Ltd. (Beijing Hyundai) is een tweede, maar oudere, joint venture met Hyundai Motor Corporation. Beide partners hebben 50% van de aandelen in handen. BAIC Motor consolideert dit belang niet.
- Fujian Daimler Automotive Co., ltd. (Fujian Benz) is een joint venture waarin BAIC Motor 35% van de aandelen heeft. Het werkt hierbij nauw samen met FJMOTOR, die 15% van de aandelen bezit. Fujian Benz wordt niet geconsolideerd in de cijfers van BAIC Motor. Daimler AG heeft de overige 50% van de aandelen in handen. Fujian Benz begon in 2010 met de productie van personenwagens, maar werd pas op 18 september 2016 bij BAIC Motor ondergebracht.

### Resultaten
In 2022 werden 947.000 voertuigen verkocht, waarvan 875.000 uit de fabrieken die met de partners worden beheerd. De omzet was RMB 190 miljard, waarvan de bijdrage van Beijing Benz RMB 183 miljard was, dit is 95% van het totaal. De omzetbijdrage van de eigen merken was RMB 7,5 miljard. De totale brutowinst was RMB 42 miljard waarvan de bijdrage van Beijing Benz RMB 47 miljard was, op de verkopen van de eigen merken werd een brutoverlies geleden van RMB 5 miljard.
In 2020 halveerde de verkopen van de eigen merken, dit was een gevolg van het beëindigen van de verkoop van de merken Wevan en BJ-terreinvoertuigen.
| Jaar | Autoverkopen totaal | waarvan eigen merken | waarvan Beijing Benz | waarvan Beijing Hyundai | waarvan Fujian Benz | Omzet | Netto- resultaat | waarvan toekomend aan aandeelhouders BAIC |
| 2011 | 857,6               | 24,4                 | 93,4                 | 739,8                   |                     | 1,9   | 2,6              | 2,6                                       |
| 2012 | 1067,6              | 77,6                 | 130,4                | 859,6                   |                     | 3,5   | 3,5              | 3,4                                       |
| 2013 | 1349,1              | 202,3                | 116,0                | 1030,8                  |                     | 12,8  | 3,0              | 2,7                                       |
| 2014 | 1575,2              | 309,6                | 145,5                | 1120,0                  |                     | 56,4  | 5,8              | 4,5                                       |
| 2015 | 1650,1              | 337,1                | 250,2                | 1062,8                  |                     | 84,1  | 6,3              | 3,3                                       |
| 2016 | 1928,7              | 457,1                | 317,1                | 1142,0                  | 12,6                | 116,2 | 11,5             | 6,4                                       |
| 2017 | 1465,9              | 235,8                | 422,6                | 785,0                   | 22,5                | 134,2 | 11,0             | 2,2                                       |
| 2018 | 1460,0              | 156,1                | 485,0                | 790,2                   | 28,6                | 151,9 | 14,3             | 4,4                                       |
| 2019 | 1425,1              | 167,0                | 567,3                | 662,6                   | 28,2                | 174,6 | 14,3             | 4,1                                       |
| 2020 | 1168.6              | 81,8                 | 610,8                | 446,1                   | 29,9                | 177,0 | 13,0             | 2,0                                       |
| 2021 | 1031,2              | 72,4                 | 561,0                | 360,6                   | 37,2                | 175,9 | 15,2             | 3,9                                       |
| 2022 | 947,1               | 72,0                 | 591,7                | 250,4                   | 33,0                | 190,5 | 16,3             | 4,2                                       |
| 2023 | 1042,0              |                      |                      |                         |                     | 197,9 | 13,6             | 3,0                                       |

## Geschiedenis
BAIC Motor werd in september 2010 opgericht door Beijing Automotive Group Co., Ltd (BAIC Group). In BAIC Motor werden de belangrijkste activiteiten op het gebied van de autoproductie ondergebracht. De H-aandelen van BAIC Motor werden op de Hong Kong Stock Exchange geïntroduceerd op 19 december 2014 (Ticker symbol: 1958).
In juni 2007 werd de joint venture Fujian Benz opgericht. Een paar maanden later werd met de bouw van een fabriek in Fuzhou gestart. In april 2010 werd de eerste Viano bedrijfswagen geleverd en in eind 2011 kwam de Sprinter ook in productie. De Vito komt ook uit deze fabriek. In september 2016 nam BAIC Motor een aandelenbelang van 35% in Fujian Benz. Het belang van Fujian Motor Industry Group (FJMOTOR) daalde naar 15%.